# تشارلز كالفين بومان
تشارلز كالفين بومان هو سياسي أمريكي، ولد في 14 نوفمبر 1852 في تروي في الولايات المتحدة، وتوفي في 3 يوليو 1941. نشط حزبياً في الحزب الجمهوري. وقد انتخب عضو مجلس النواب الأمريكي ‏.